# Dexosarcophaga globulosa
Dexosarcophaga globulosa är en tvåvingeart som beskrevs av Guilherme A.M.Lopes 1946. Dexosarcophaga globulosa ingår i släktet Dexosarcophaga och familjen köttflugor. Inga underarter finns listade i Catalogue of Life.